# Julius Victor Carstens

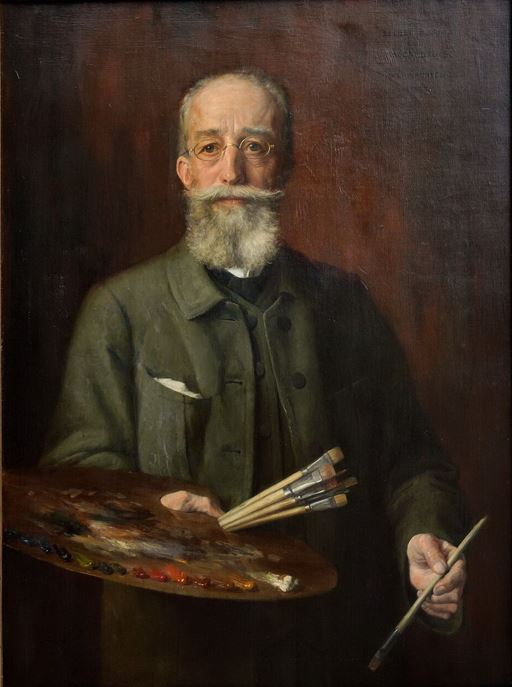
Selbstporträt (1907)

Julius Victor Carstens (* 29. November 1849 in Nusse; † 15. November 1908 in Pasing) war ein deutscher Maler.

## Leben
Carstens war ein Sohn des Arztes Joachim Hermann Carstens und wurde in der lübschen Exklave Nusse bei Lübeck geboren. Er studierte die Genremalerei an der Weimarer Malerschule bei Paul Thumann und Historienmalerei bei Ferdinand Pauwels, den er auch auf Reisen in die Niederlande und nach Belgien begleitete. Nach seiner Ausbildung ging er nach München, wo er mit anderen jungen Malern verkehrte. Er stellte vielfach im Münchner Glaspalast und auf der Berliner Kunstausstellung aus. In gemeinsamen Künstlerkreisen, wie der Künstlergesellschaft Allotria, stand er in Kontakt mit Franz von Lenbach und Franz von Stuck.
Seine Gemälde sind klassisch, in exakter Sachlichkeit durchkomponiert. Seine Stillleben sind sehr beliebt. Carstens starb 1908 im Dorf Pasing bei München.

## Werke (Auswahl)
Von seinen Werken sind zu nennen:

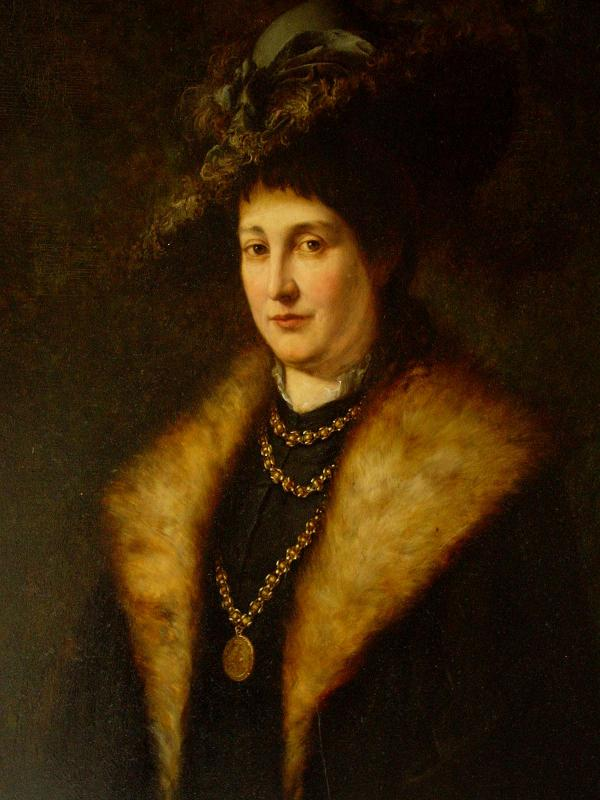
Porträt Gattin des Bürgermeisters von München 1878

- Stillleben mit Trauben, Birnen und Kürbis
- Stillleben mit Hummer
- Auf dem Schulweg, 1877
- Die Verehrung der Madonna
- Blumen zum Marienfeste 1889
- Parkpartie mit einer lesenden Dame 1882
- Idylle in Rothenburg ob der Tauber
- Stillleben mit Schmuckschatulle, Glas und Muschel